# التأثيرات الجانبية للبيكالوتاميد
التأثيرات الجانبية للبيكالوتاميد، وهو مضاد أندروجين غير ستيرويدي، بما فيها تأثيراته الجانبية النادرة والشائعة، قد دُرِست وحُدِّدت بشكل جيد. تشمل أشيع التأثيرات الجانبية للعلاج بالبيكالوتاميد بمفرده لدى الرجال: ألم الثدي، والتثدي، والتأنيث، وزوال الذكورة، وهبات الحرارة. تشمل التأثير الجانبية الأقل شيوعًا للعلاج بالبيكالوتاميد بمفرده لدى الرجال: العجز الجنسي، والاكتئاب، والإعياء، والضعف، وفقر الدم. يكون البيكالوتاميد جيد التحمل، وله بضعة تأثيرات جانبية لدى النساء. تشمل التأثيرات الجانبية العامة للبيكالوتاميد التي قد تحدث لدى كلا الجنسين: الإسهال، والإمساك، والألم البطني، والغثيان، وجفاف الجلد، والحكة، والطفح.
لدى الرجال المصابين بسرطان البروستات، ارتبطت المعالجة بالبيكالوتاميد بمفرده بزيادة خطر الوفاة غير الناتجة عن السرطان، يعود ذلك جزئيًا لزيادة معدل حدوث قصور القلب. يُعتقّد أن ذلك يحدث نتيجة للحرمان من الأندروجين. وُجِد أن المعالجة بالبيكالوتاميد بمفرده يسبب تغيرات كبدية غير مرغوبة لدى نحو 3% من الرجال، وتتطلب هذه التغيرات إيقاف الدواء لدى نحو 0.3 – 1% من الرجال. من النادر جدًا، ارتباط البيكالوتاميد بحدوث الأذية الكبدية، والمرض الرئوي، والحساسية للضوء. ارتبط أيضًا بشكل غير شائع بحدوث تفاعلات فرط التحسس. يحمل البيكالوتاميد خطرًا نظريًا لإحداث عيوب خلقية لدى الأجنة الذكور.

## تغيرات الثدي
أشيع التأثيرات الجانبية للعلاج بالبيكالوتاميد بمفرده لدى الرجال هو الألم/ المضض في الثدي والتثدي. قد تحدث هذه التأثيرات الجانبية لدى نحو 90% من الرجال المعالجين بالبيكالوتاميد بمفرده، لكن يُبلَغ عن حدوث التثدي بشكل عام لدى 70 -80% من المرضى. في تجربة على المراحل الباكرة من سرطان البروستات، بعد متابعة وسطية مدة 7.4 سنة، حدث ألم الثدي والتثدي على الترتيب في 73.6% و68.8% من الرجال المعالجين بجرعة 150 ملغ/ يوم من البيكالوتاميد بمفرده. يتطور التثدي الذي يرتبط عادة بالمعالجة بمضادات الأندروجين غير الستيرويدية بمفردها خلال 6 – 9 أشهر بعد بدء المعالجة. لدى أكثر من 90% من الرجال المصابين، تكون تغيرات الثدي المرتبطة بالبيكالوتاميد خفيفة إلى متوسطة الشدة. نادرًا وفقط في الحالات الشديدة من التثدي يصبح حجم الثديين لدى الذكور ملحوظًا جدًا لدرجة أنهما قد يُقارَنان مع ثديي الأنثى. بالإضافة إلى ذلك، تتحسن أو تزول تغيرات الثدي المُرتبطَة بالبيكالوتاميد لدى معظم الرجال بعد إيقاف المعالجة. في التجربة على المراحل الباكرة من سرطان البروستات، انسحب من الدراسة 16.8% من المرضى المعالجين بالبيكالوتاميد بالمقارنة مع 0.7% من الشواهد بسبب ألم الثدي و/ أو التثدي. يكون كل من معدل حدوث التثدي وشدته أعلى بوجود الإستروجين (على سبيل المثال، دي إيتيل ستيلبيسترول) مما هي عليه بوجود مضادات الأندروجين غير الستيرويدية مثل البيكالوتاميد في المعالجة لدى الرجال المصابين بسرطان البروستات.

### التدبير
تبين أن التاموكسيفين -وهو معدل إنتقائي لمستقبل الإستروجين ذو أفعال مضادة للإستروجين في نسيج الثدي وأفعال إستروجينية في العظام- عالي الفعالية في الوقاية ومعاكسة التثدي المُحرَّض بالبيكالوتاميد لدى الرجال. علاوة على ذلك، بخلاف شادات الهرمون المُحرِّر للغونادوتروبين (التي تخفف أيضًا التثدي المُحرَّض بالبيكالوتاميد)، يسبب التاموكسيفين خطرًا أصغريًا لحدوث الفقدان العظمي المتسارع وهشاشة العظم. لأسباب غير جلية، تبيّن أن الأناستروزول، وهو مثبط أروماتاز (أو مثبط الاصطناع الحيوي للإستروجين)، أقل فعالية بكثير بالمقارنة مع التاموكسيفين في معالجة التثدي المُحرَّض بالبيكالوتاميد. خلصت مراجعة مجموعية حول التثدي المُحرَّض بمضادات الأندروجين غير الستيرويدية ومضض الثدي إلى أن التاموكسيفين (10 – 20 ملغ/ يوم) والعلاج بالأشعة قد يُدبِّران التأثير الجانبي بشكل فعال دون إحداث تأثيرات جانبية سلبية، رغم ظهور فعالية أعلى بالتاموكسيفين. قد يُستخدم تصغير الثدي الجراحي أيضًا لتصحيح التثدي المُحرَّض بالبيكالوتاميد. 

## العجز الجنسي
قد يسبب البيكالوتاميد عجزًا جنسيًا يشمل نقص الدافع الجنسي وخلل الانتصاب. على أي حال، يكون معدل حدوث هذه التأثيرات الجانبية عند المعالجة بالبيكالوتاميد بمفرده قليلًا جدًا. في التجربة على المراحل الباكرة من سرطان البروستات، وبعد متابعة مدة 7.4 سنة، كانت معدلات نقص الرغبة الجنسية والعنانة فقط 3.6% و9.3% لدى المجموعة التي عولجت بالبيكالوتاميد بمفرده بجرعة 150 ملغ/ يوم بالمقارنة مع 1.2% و6.5% في مجموعة البلاسيبو، على الترتيب. بشكل مشابه، في التجارب على علاج سرطان البروستات المتقدم بالبيكالوتاميد بمفرده بجرعة 150 مغ/ يوم، أبلغ أقل من 10% من الرجال عن حدوث نقص في الدافع الجنسي أو نقص وظيفة الانتصاب كتأثير جانبي. حوالي ثلثي الرجال في هذه التجارب، الذين كانوا مصابين بسرطان البروستات المتقدم وكانوا كلهم تقريبًا متقدمي السن، حافظوا على الاهتمام الجنسي، بينما نقصت الوظيفة الجنسية قليلًا بنحو 18%. يعاني معظم الرجال فقط من شكل خفيف من العجز الجنسي أو لا يعانون من ذلك أبدًا في حال المعالجة بالبيكالوتاميد بمفرده. لم يكن للعلاج بالبيكالوتاميد بمفرده بجرعة 50 مغ/ يوم أي تأثير على الانتصاب الليلي لدى الرجال المصابين بسرطان البروستات.
بشكل مشابه للرجال، ارتبط البيكالوتاميد بحدوث عجز أصغري أو عدم حدوث أي عجز في الوظيفة الجنسية. في دراسة سريرية من المرحلة 3 حول المعالجة بالبيكالوتاميد بجرعة 50 مغ/ يوم بالترافق مع مانعات الحمل الفموية المركبة لدى النساء المصابات بالشعرانية الشديدة الناجمة عن متلازمة تكيس المبايض، قُدِّر التأثير الجانبي المتمثل بنقص الرغبة بحذر، وتبيّن أن معدل حدوثه عند إعطاء البيكالوتاميد لم يختلف عن ما هو عليه الحال في مجموعة الشاهد. ارتبطت المعدلات الدنيا من نقص الدافع الجنسي بمضاد الأندروجين غير الستيرويدي الفلوتاميد. تتوافق هذه النتائج مع حقيقة أن النساء المصابات بمتلازمة انعدام الحساسية للأندروجين التامة تبدين وظيفة جنسية طبيعية رغم الفقدان الكامل للإشارات الصادرة عن مستقبل الأندروجين. تتوافق أيضًا مع نتائج متنوعة تتعلق بمستويات التستوستيرون والوظيفة الجنسية لدى النساء قبل سن اليأس واللواتي لم يحدث لديهن أي تغير في بارامترات الوظيفة الجنسية بما في ذلك الرغبة الجنسية، واللواتي روقِبن فيما يتعلق بارتفاعات أو انخفاضات مستويات التستوستيرون. يبدو أن مستويات التستوستيرون التي تكون ضمن المجال الفيزيولوجي الطبيعي ليس لها علاقة مهمة بالرغبة أو الوظيفة الجنسية لدى النساء.

## التغيرات الإنجابية
ينقص البيكالوتاميد حجم غدة البروستات والحويصلين المنويين، دون أن ينقص من حجم الخصيتين. حُدِّد النقص الهام في حجم القضيب أيضًا على أنه تأُثير جانبي سلبي للمعالجة بالحرمان من الأندروجين. قد يحدث نقص أو انعدام مني عكوس (أي نقص أو غياب إنتاج السائل المنوي). على أي حال، لا يبدو أن البيكالوتاميد يؤثر سلبًا على تكون الحيوانات المنوية، ولذلك قد لا يلغي بالضرورة من سعة / قدرة الخصوبة لدى الرجال. بسبب التحريض المزمن لإنتاج الهرمون الملوتن والتستوستيرون، كان هناك قلق بأن المعالجة بالبيكالوتاميد بمفرده قد تحرض فرط تصنع خلايا لايديغ البينية وحدوث أورام فيها (تكون حميدة عادة)، لكن تشير الدراسات السريرية إلى أن فرط تصنع خلايا لايدغ البينية لا يحدث بدرجة مهمة سريريًا.

## الهضمية
قورن معدل حدوث الإسهال لدى المجموعة المعالجة بالبيكالوتاميد بمفرده من المصابين بالمراحل الباكرة من سرطان البروستات مع مجموعة البلاسيبو (6.3% مقابل 6.4% على الترتيب). في دراسات من المرحلة 3 حول المعالجة بالبيكالوتاميد بمفرده لدى المصابين بسرطان البروستات المتقدم موضعيًا، كانت معدلات حدوث الإسهال في حال إعطاء البيكالوتاميد والإخصاء 6.4% و12.5% على الترتيب، بينما كانت معدلات حدوث الإمساك 13.7% و14.4% على الترتيب، وكانت معدلات حدوث الألم البطني 10.5% و5.6% على الترتيب.

## هبات الحرارة
في تجربة على المصابين بالمراحل الباكرة من سرطان البروستات، وبعد متابعة مدة 7.5 سنوات، كان معدل حدوث هبات الحرارة 9.2% لدى المجموعة المعالجة بالبيكالوتاميد بمفرده مقارنة مع 5.4% لدى مجموعة البلاسيبو الذي يُعتبر منخفضًا نسبيًا. لدى المجموعة الفرعية المصابة بسرطان البروستات المتقدم موضعيًا ضمن تجربة على المصابين بالمراحل الباكرة من سرطان البروستات، كان معدل حدوث هبات الحرارة لدى المجموعة المعالجة بالبيكالوتاميد بمفرده 13.1% (مقارنة مع 50.0% في حال الإخصاء).

## النفسية
في متابعة مدة 5.3 سنوات، كان معدل حدوث الاكتئاب 5.5% لدى المجموعة المعالجة بالبيكالوتاميد بمفرده مقارنة مع 3.0% لدى مجموعة البلاسيبو وذلك لدى المصابين بالمراحل الباكرة من سرطان البروستات، وكان معدل حدوث فقد القوة (ضعف وإعياء) 10.2% لدى المجموعة المعالجة بالبيكالوتاميد بمفرده مقارنة مع 5.1% لدى مجموعة البلاسيبو. في حالات نادرة، ارتبط البيكالوتاميد بالهلوسات. يُعتقَد أن ذلك ثانوي لمعاكسة مستقبل الأندروجين.

## فقر الدم
من المعروف أن الأندروجين يحرض تكوين كريات الدم الحمراء، ويزيد عدد كريات الدم الحمراء ومستويات الهيماتوكريت الدورانية، ويتواسط حدوث هذه التأثيرات زيادة إنتاج الإريثروبيوتين في الكليتين. وفقًا لذلك، صودق على استخدام الستيرويدات الأندروجينية البنائية مثل أوكسيميتالون وناندرولون ديكونات، في معالجة فقر الدم الشديد، وقد تسبب الستيرويدات الأندروجينية البنائية بحدوث كثرة كريات الدم الحمراء كتأثير جانبي بالجرعات العالية. بالمقابل، سواء عن طريق الإخصاء، أو المعالجة بالستيرويدات غير الأندروجينية، أو حاصرات الأندروجين المختلطة، فإن فقر الدم الخفيف هو تأثير جانبي شائع للعلاج بالحرمان من الأندروجين لدى الرجال. كان معدل حدوث فقر الدم في حال المعالجة بالبيكالوتاميد بمفرده أو مع الإخصاء نحو 7.4% في التجارب السريرية. قد يُلاحَظ حدوث نقص في مستويات الهيموغلوبين بنحو 1 – 2 غ/ دل بعد ستة أشهر تقريبًا من المعالجة.

## التغيرات الجلدية
يشارك الأندروجين في تنظيم البشرة (على سبيل المثال، إفراز الدهن)، ومن المعروف حاليًا ارتباط مضادات الأندروجين بحدوث تغيرات جلدية. أُبلِغ عن حدوث تأثيرات جانبية متعلقة بالجلد تضمنت جفاف الجلد والحكة والطفح، بمعدل 2% لدى كل من المجموعة المعالجة بالبيكالوتاميد بمفرده والمجموعة المعالجة بحصارات الأندروجين المختلطة في الدراسات السريرية على الرجال.